# Wohntürme HochZwei

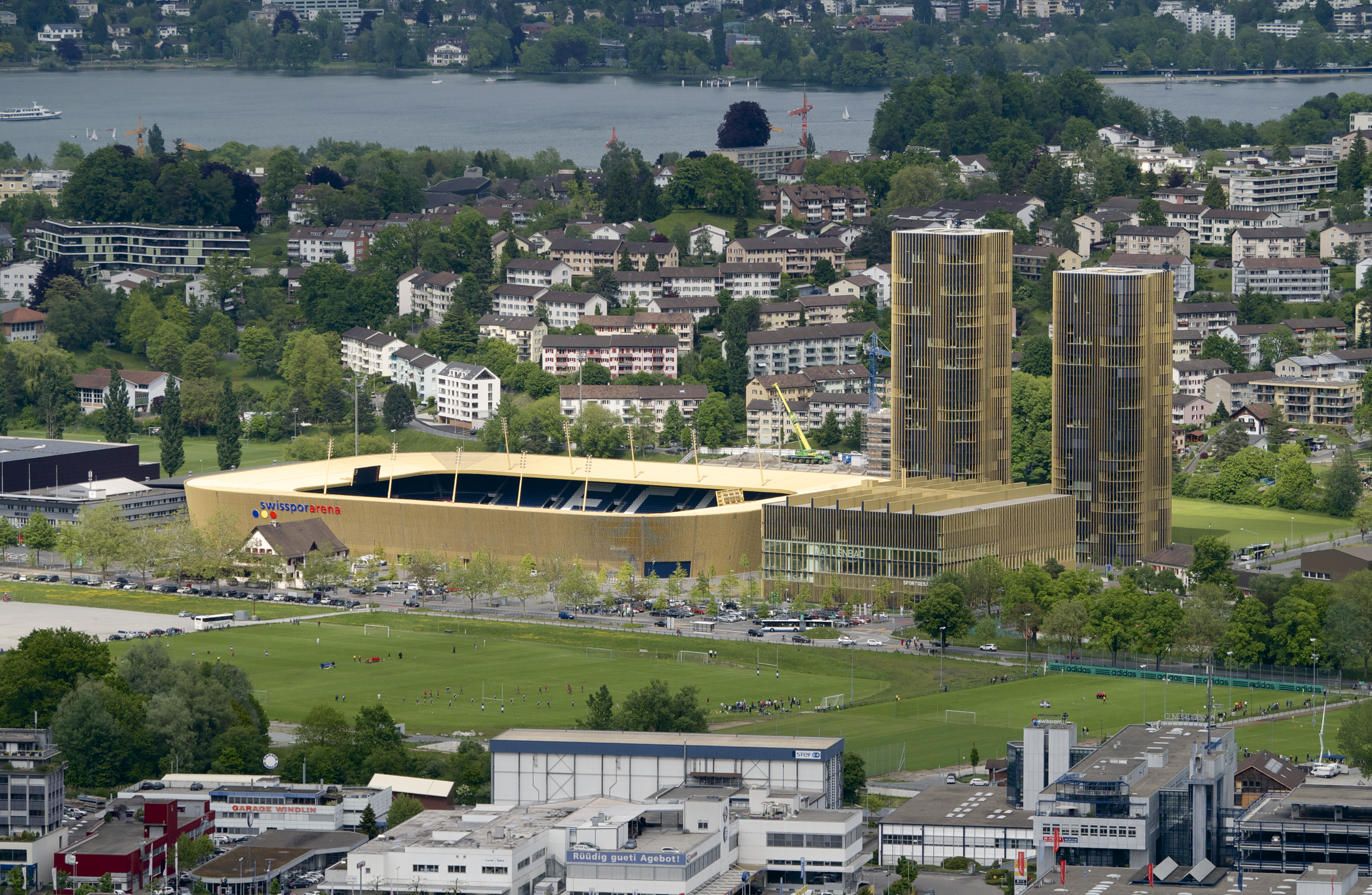
Überblick über das Allmend-Messe Areal

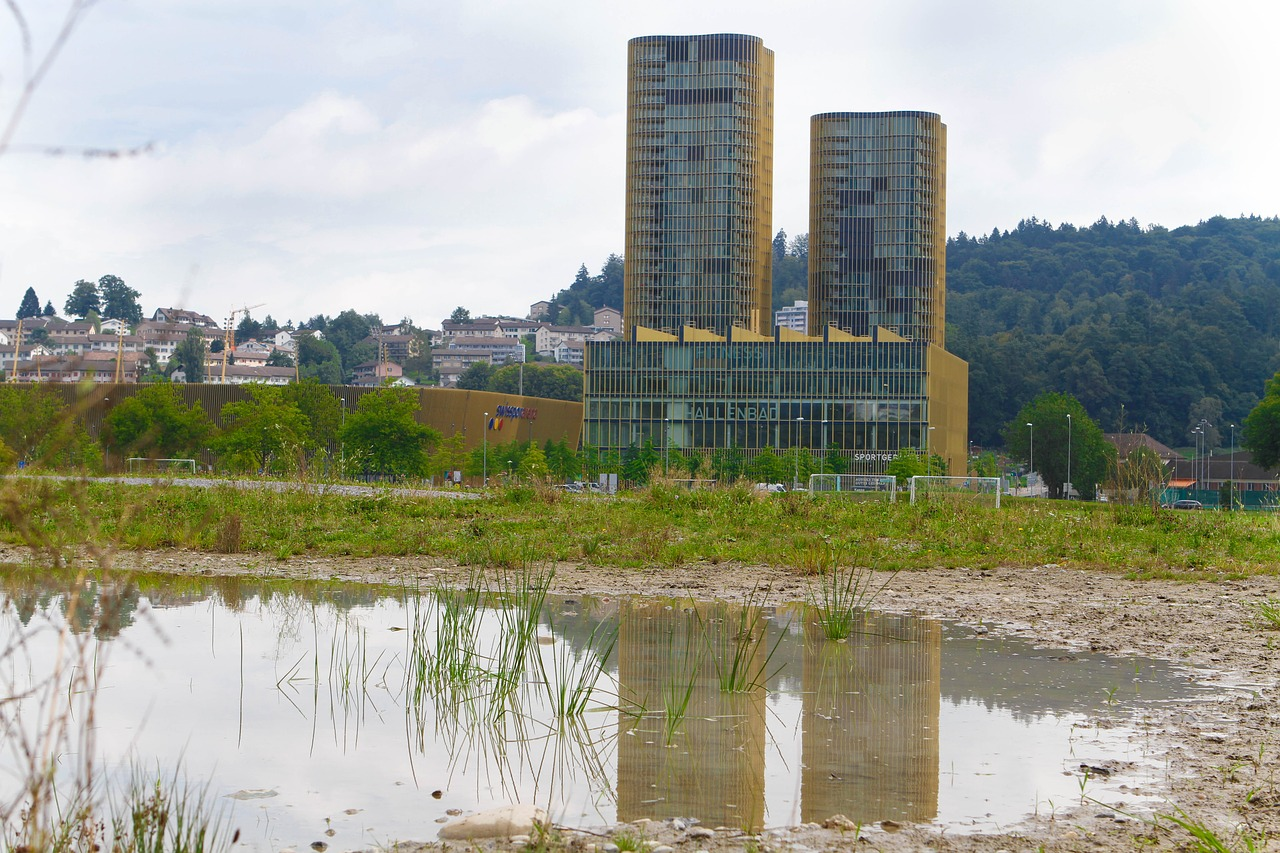
HochZwei auf der Allmend

Die Wohntürme HochZwei sind zwei Hochhäuser in der Stadt Luzern in der Schweiz, die nur Wohnungen enthalten. Der Wohnturm 1 ist mit 88 Metern das höchste, reine Wohnhochhaus der Schweiz. Dazu ist es das höchste Gebäude der Zentralschweiz und das zehnthöchste der Schweiz. Die Türme wurden gleichzeitig und im selben Architekturstil wie die benachbarte Swissporarena gebaut.

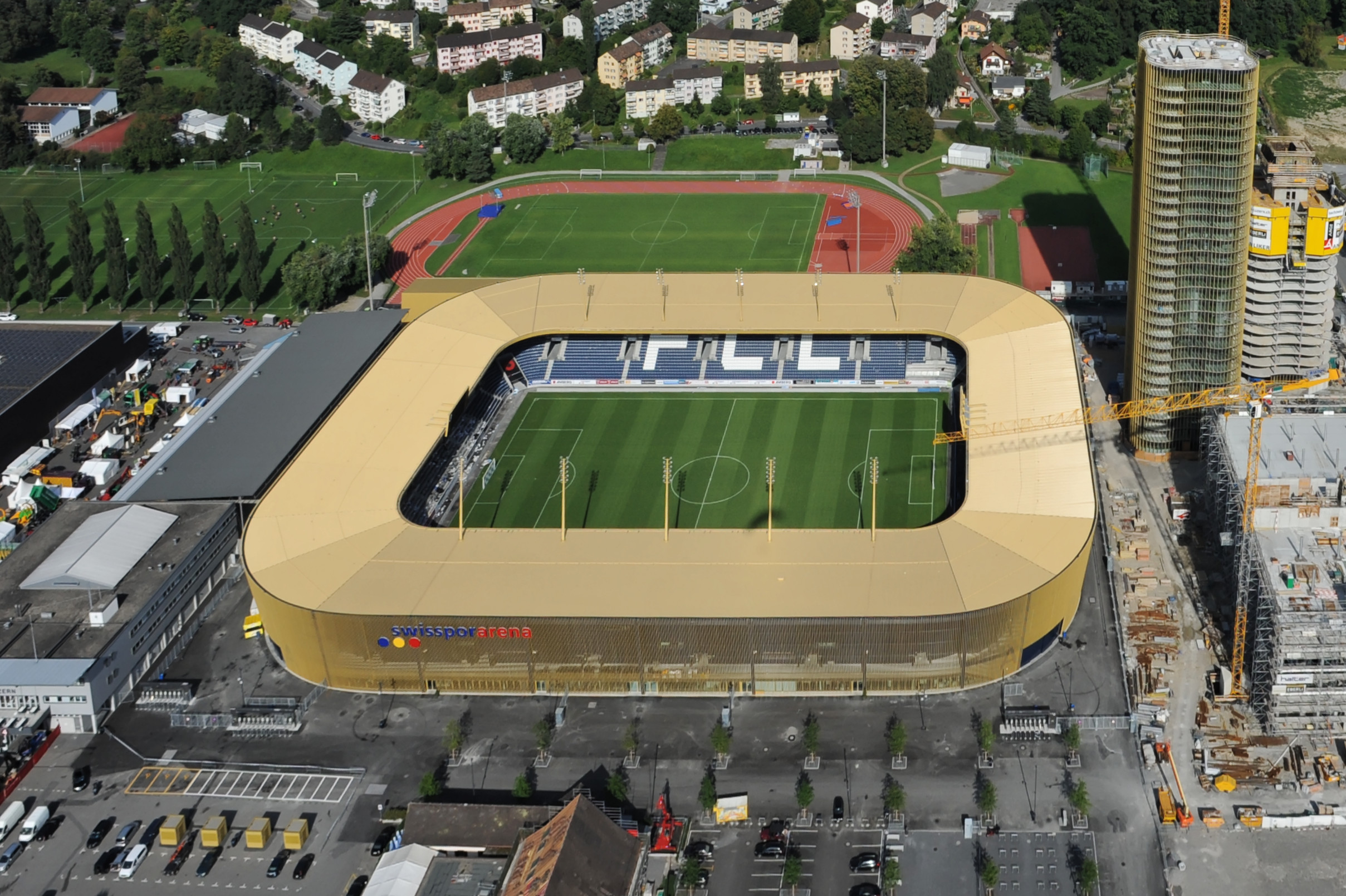
HochZwei im Bau neben der Swissporarena

| Ort:                 | Luzern                          |
| Staat:               | Schweiz                         |
| Bauzeit:             | Juni 2010 – November 2011       |
| Status:              | fertiggestellt                  |
| Architekten:         | Marques AG und Iwan Bühler GmbH |
| Nutzung/Rechtliches  |                                 |
| Nutzung:             | Wohnungen                       |
| Generalunternehmung: | ARGE Halter/Eberli              |
| Bauleitung:          | ARGE Halter/Eberli              |
| Technische Daten     |                                 |
| Höhe Bau 1           | 88 m                            |
| Etagen Bau 1:        | 33 Stockwerke                   |
| Höhe Bau 2:          | 77 m                            |
| Etagen Bau 2:        | 29 Stockwerke                   |
| Baukosten:           | CHF 24 Mio.                     |
| Höhenvergleich Bau 1 |                                 |
| Zentralschweiz       | 1.                              |
| Schweiz:             | 10. (Liste)                     |
| Höhenvergleich Bau 2 |                                 |
| Zentralschweiz       | 2.                              |
| Schweiz              | 30. (Liste)                     |

## Geschichte
Der Gebäudekomplex ging aus einem Investorenwettbewerb hervor. Als Teil der Überbauung auf der Luzerner Allmend errichteten die Architekturbüros Marques AG und Iwan Bühler GmbH in den Jahren 2009 bis 2012 gemeinsam die beiden Wohntürme. Es gab eine pauschale Vertragsform.

## Lage
Das Allmend- und Messeareal mit den beiden Wohntürmen befindet sich im Südosten von Luzern. Das Fussballstadion liegt nördlich, das Sportgebäude westlich der Wohntürme. Zwischen den beiden Höhenakzenten gibt es einen kleinen Park, der mit etwas Vegetation Spaziergänger anlockt. Zum Baukomplex gehören ausserdem das neue Fussballstadion, eine Leichtathletikanlage und ein Sportgebäude mit Hallenbad. Die geometrisch sehr unterschiedlichen Volumina verbindet eine einheitliche Fassadengestaltung.

## Beschreibung
Die HochZwei-Türme umfassen 29 beziehungsweise 33 Geschosse und gründen auf einer organischen Grundform mit ausschwingenden, abgerundeten Ecken. Als Sonnenschutz dient eine vorgehängte Fassade, die mit einer eloxierten Aluminiumprofilierung überzogen ist. Die Fassade mit raumhohen Fensterfronten besteht aus einem reflektierenden Goldton. Es ist dasselbe Stilelement, welches auch schon bei der Swissporarena benutzt wurde. Durch die weiche Kontur der Türme werden die Aluminiumprofile von jeder Perspektive aus anders wahrgenommen. Die modernen Türme besitzen beide ein Flachdach.